# Бесформенное. Руководство пользователя
Бесформенное. Руководство пользователя (англ. Formless. A User's Guide) — книга 1997 года Розалинды Краусс и Ив-Алена Буа, приуроченная к выставке в Центре Жоржа Помпиду (L'Informe: mode d’emploi, 22 mai–26 août 1996).
По словам создателей, замысел к книге возник еще в 80–х, когда они поняли, что некоторые художественные практики, прежде не ассоциировавшиеся с идеями Жоржа Батая, должны быть ныне осмыслены через него.

Каталог сначала задумывался только о работах прошлого, так как целью авторов было рассмотреть некоторые примеры не с точки зрения формы (отсюда полемика с Гринбергом) или содержания, а с точки зрения категории бесформенного Батая.
«Бесформенное состоит в унижении, в двойном смысле принижения, внесении беспорядка в любую таксономию, чтобы отменить оппозицию, что лежит в основе логического и категориального мышления.» 

## Вступление
Во вступлении авторы пишут о противостоянии Батая Гринбергу в характеристике работ Мане. Он критикует Гринберга за «близорукость», что видел просто форму (плоскостность в «Олимпии»). Батай же настаивает, что Мане интересен тем, что он бесстрастен. В изображении смерти («Расстрел императора Максимилиана») и в изображении наготы. Изображая «Олимпию», Мане «отказался от различных идеологических и формальных кодексов, регулируя изображение обнаженной, будь то эротика, мифология, или даже реализм». 
«Проскальзывание — это секрет Мане, истинная цель его искусства – разочаровать ожидание.» 
Тут, поясняют авторы, и есть главное батаевское, операция (проскальзывание) которая вытесняет форму и содержание, это — бесформенное. С операции бесформенного начинается общее движение мысли Батая, которое он называл «скатологией» или «гетерологией».
Буа и Краусс предлагают новую систему понятий (цель их — отказ от более общих искусствоведческих категорий — формы, содержания, стиля, темы, творчества), связанных с категорией бесформенного. Книга разделена на четыре части, исходя из этих понятий-категорий (низменный материализм, горизонтальность, пульс, энтропия).

## Низменный материализм
«Оружие для борьбы с идеализмом. Это всё, что не поддается никаким метафорическим смещениям, все, что не позволяет себе быть в форме.» 
Это регресс, но не просто возвращение к самой материи, а утверждение так же «Невозможности преодоления дуализма высокого и низкого, духовного и животного, посредством введения какой-либо третьей категории, объединяющей дух и материю». Это категория выпуклого, фактуры. Это то, что противостоит чистой визуальности в понимании Гринберга.
Отсюда идёт полемика вокруг Поллока, если для Гринберга его работы выступают исключительно зрительным пространством, оптическим, то тут сама краска воспринимается как материальное, то, что обладает своей собственной плотью. Краусс пишет о дистанции, которая появляется после перехода к прямохождению, это расстояния между наблюдателем и объектом. Здесь эта дистанция пропадает. «Поллок отказывается от догмы «чистой визуальности», разбрызгивая краску по поверхности холста, сделав гравитацию соавтором своих работ. Таким образом, американский художник делегирует часть авторских функций самой материи и его искусство перестает быть «формой сублимации, «вызовом Земле и грязи».
Самым радикальным, исходя из этого тезиса, оказывается Раушенберг с грязевыми работами, которые заполняет плесень. (казалось бы он вообще не прилагал сюда руку). В этой части так же упомянуты Бурри («Когда А. Бурри сжигает пластмассу — материал реконструкции послевоенной Европы, так называемый «материал будущего», о мифологии которого писали Ролан Барт и Жан Бодрийяр , он выступает против прогресса на стороне бесформенного.»),  Вольс, Тапиес, Мандзони, Уорхол с «Oxidation paintings» и Шерман.

## Горизонтальность
Земля здесь занимает первостепенное значение, то есть это категория ориентации в пространстве, где высокое переходит к низменному. Речь идет опять о Поллоке, а именно, об ориентации его холстов. Они разложены на полу, чуть ли не втоптаны в грязь, где краска, её продолжение. Таким образом, авторы пишут не только о тактильном измерении, но и о неограниченном поле зрения (с точки зрения горизонта). Так же это и критика гештальта, развития, прогресса. «Расположенными на полу холстами Поллок, по мнению Краусc, выступает против «формы» (как вертикально ориентированного гештальта) и против «культуры» во имя бессознательного «визуальному» или «вертикальному» измерению, в котором целостной форме соответствует целостная, единая картина мира и цельный человек, Поллок противопоставляет «горизонтальное» или «материальное» измерение, связанное с бессознательным».  В этой части так же упомянуты, Дюшан с проектом «Три образца для штопки», «Танцевальные схемы» Уорхола, Олденбург, Келли, Гессе.

## Пульс
Эта категория связана со временем и телом. Пульс — ритм тела, жизненных процессов. Здесь, время вводится через медиа видео, структурного кино. Кажется, что в модернизме существовал некий запрет на процессуальность и любой тип переживания, связанного со временем. «Согласно Батаю, уничтожение времени в искусстве является воображаемой победой над смертью и желанием.» (Это категория, которая призывает обратить внимание на дисгармонии психической жизни человека.)
Авторы пишут о том как кино работает с телом зрителя. Так, «роторельефы» Дюшана буквально затягивают человеческое тело вглубь себя. Или «Арнульф Райнер» Кубелки, мелькание кадров остается на сетчатке глаза. Видео Коулмана «Бокс», с записью боксерского матча, где экран темнеет после осуществленного удара, а затем появляется снова. Ритм, как считают авторы, совпадает с биоритмами человеческого тела. Речь идет о том, как тело, в той или иной степени, фактически идентифицируется с экраном, начинает чувствовать через образ.

## Энтропия
Тезис можно охарактеризовать как, — стремление вселенной к хаосу.
«Постоянная и необратимая деградация энергии в каждой системе, деградация, которая приводит к постоянно растущему состоянию беспорядка и не дифференциации в пределах материи.» 
Это то, что разрушает структуру и форму. Так же энтропия «является одним из следствий отказа от антропоцентрического взгляда на мир, о котором много писали авторы этой книги, когда окружающий мир перестает быть для человека зеркалом, проекцией его монолитного воображаемого «Я», нарциссическим образом». Это растворение субъекта в множественности. Так, например работа Смитсона, где деревья посажены головой вниз. Корни, это, во-первых, неупорядоченность системы субъекта (отчасти напоминание о ризоматической конструкции Делёза) и, во-вторых, о нарушение естественного порядка мира. Авторы упоминают здесь дадаистские проекты, со свойственной им алеаторикой и низменной тематикой мусора (Арп, Арман). Пишут о работе Наумана «Пространство под моим железным стулом», где он отменяет «оппозицию значений, которая порождает смысл». «В своем произведении Науман, по мнению Краусс, «замораживает» саму возможность смысла: художник создает особый образ мира, в котором остановилось броуновское движение молекул , из которого откачали весь воздух. Говоря словами Батая, объект Наумана — это «хаос, доведённый до отсутствия хаоса (где все пустыня, стужа).» 

## Отсутствующие авторы
Краусс и Буа пишут так же, почему каких-то очевидных, на первый взгляд, авторов они не упоминают в связи с бесформенным. Они подмечают, что бесформенное это не информализм (art-informel), ни Дюбюффе (так как он все еще цепляется за форму, давая ей название). Ни Бойс, так как он наделяет материю смыслом. Ни «Отвратительное» Кристевой, ни Руссо (так как он не отказывается от инстанции человека).
Буа и Краусс хотят сделать еще один шаг вниз, говоря об отсутствии первого лица.